# Ted Stevens Anchorage International Airport
Ted Stevens Anchorage International Airport (IATA-kode: ANC) er Alaskas største lufthavn, beliggende  i udkanten af Anchorage.
Foruden Fairbanks og Juneau er det den eneste i delstaten, der har internationale flyvinger.
Lufthavnen blev bygget i 1951, og hed oprindeligt Anchorage International Airport. Den blev omdøbt i 2000 til ære for Ted Stevens, som er senator fra Alaska.